# Ulica Łukasza Górnickiego we Wrocławiu

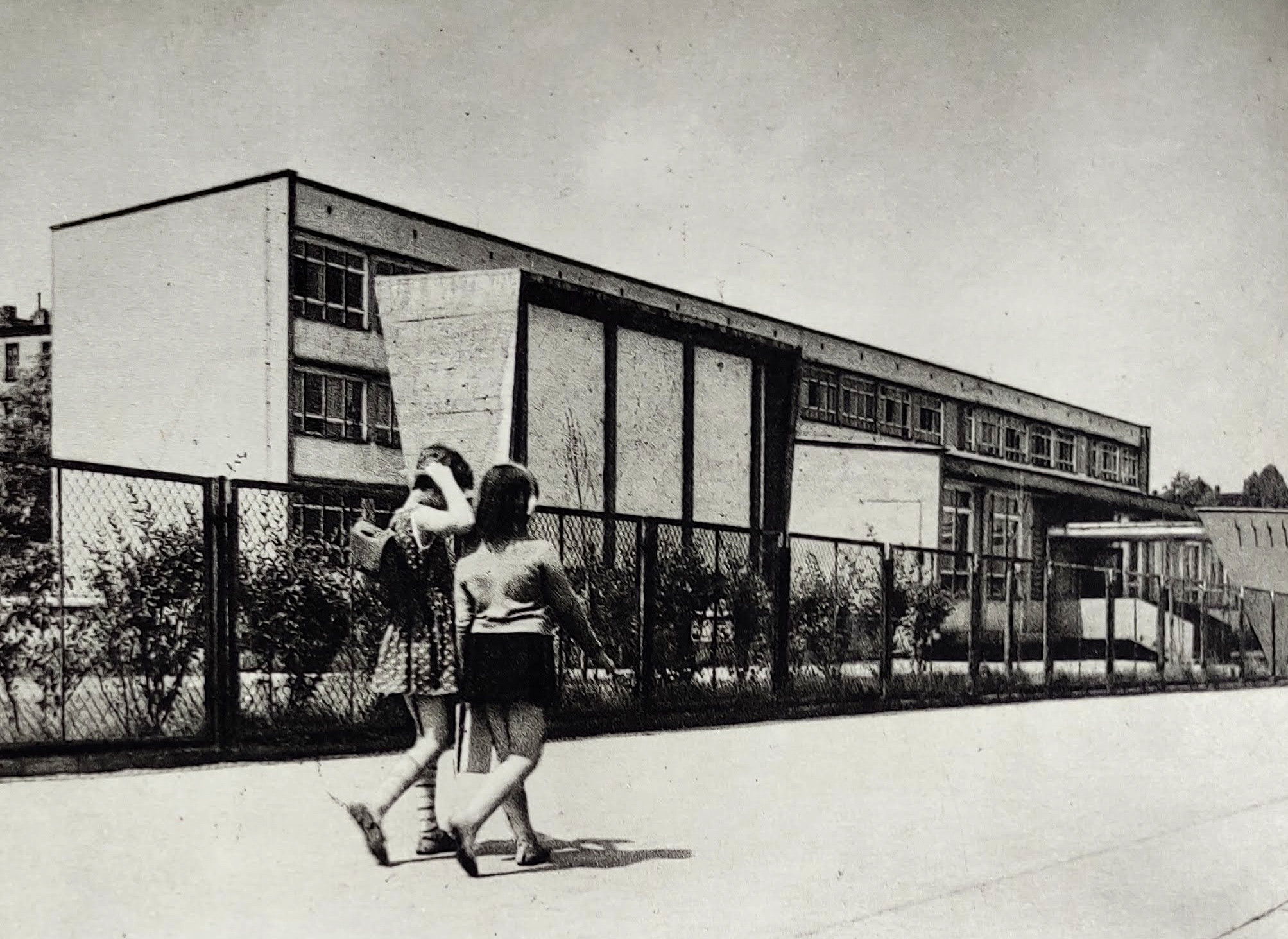
Szkola, l. 60. XX w.

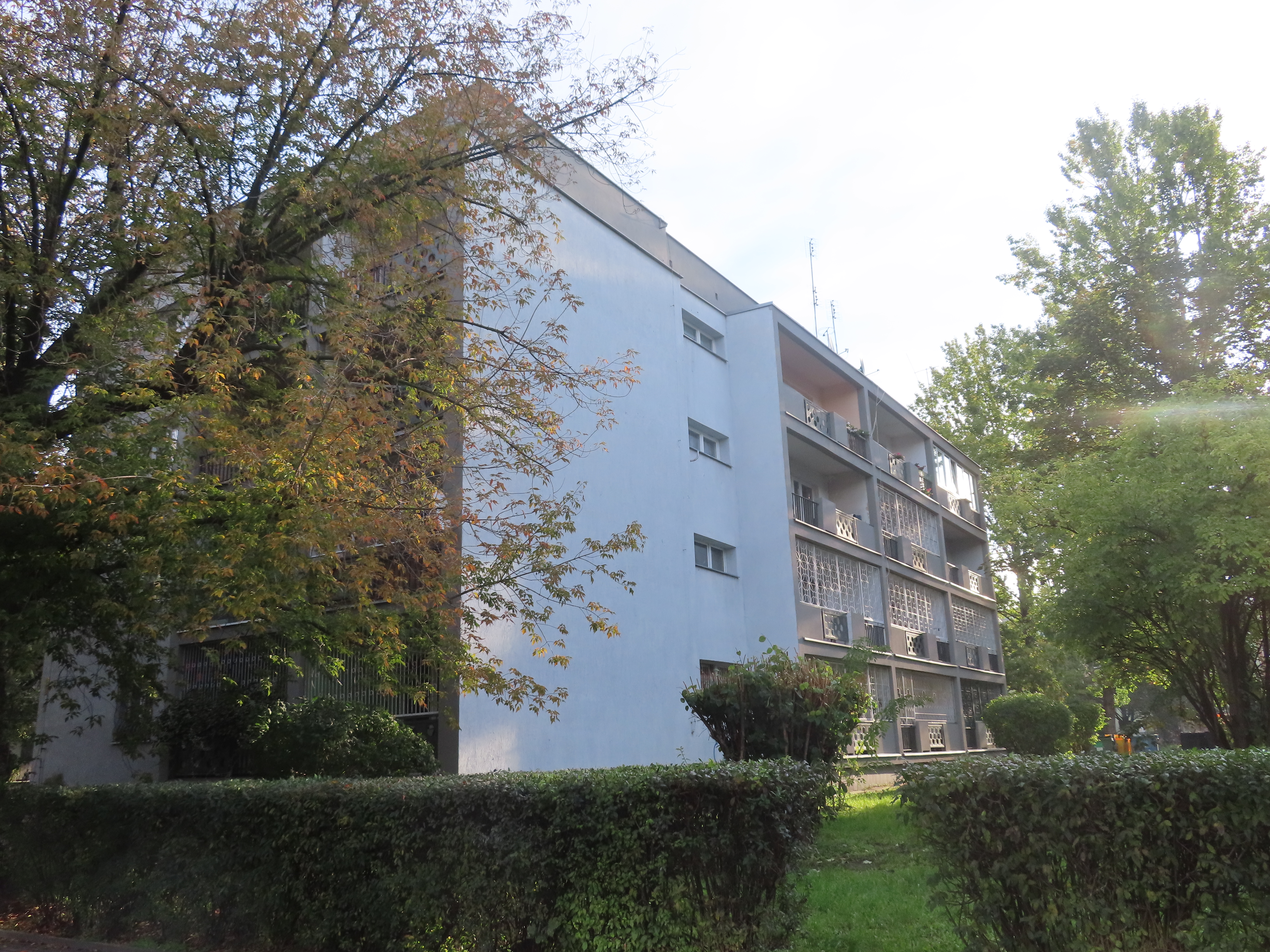
Ul. Ł. Górnickiego 23-25

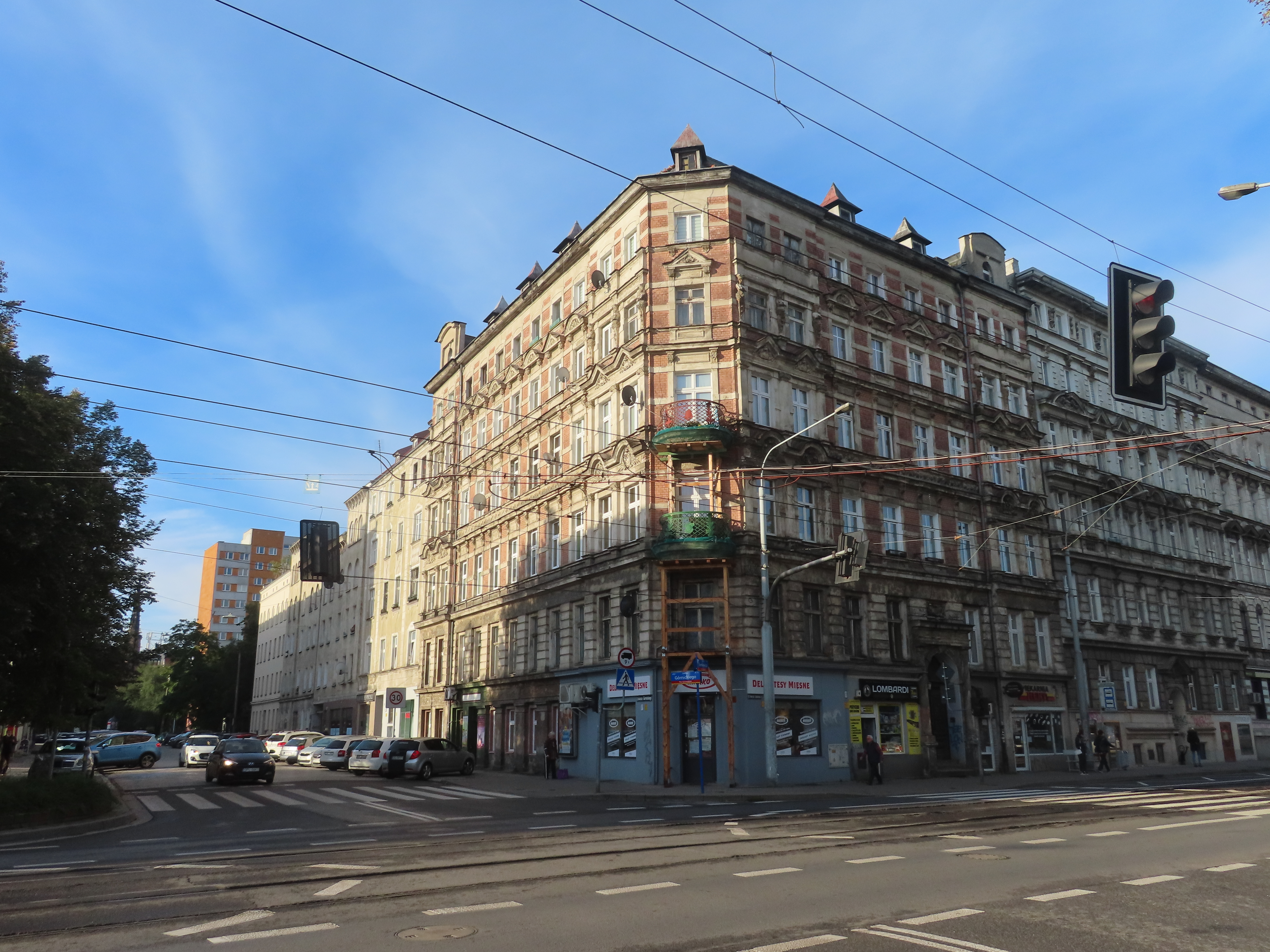
Od ul. H. Sienkiewicza w kierunku południowym, pierzeja z numerami 4-10

Ulica Łukasza Górnickiego – ulica we Wrocławiu przebiegająca przez osiedla Plac Grunwaldzki oraz Ołbin. Łączy ulicę Benedyktyńską z ulicą Bolesława Prusa. Do ulicy przypisana jest droga gminna o długości 507 m. Ulica przebiega przez dwa obszary historycznego układu urbanistycznego podlegające ochronie w ramach gminnej ewidencji zabytków: Placu Grunwaldzkiego oraz Przedmieścia Piaskowego. Przy ulicy i w najbliższym sąsiedztwie znajdują się między innymi obiekty wpisane do gminnej ewidencji zabytków oraz budynek szkoły wpisany na listę wrocławskich dóbr kultury współczesnej.

## Położenie
Ulica Łukasza Górnickiego położona we Wrocławiu przebiega przez dwa osiedla: Plac Grunwaldzki w południowym jej odcinku począwszy od ulicy Benedyktyńskiej do ulicy Henryka Sienkiewicza oraz Ołbin w północnym jej odcinku biegnącym od ulicy Henryka Sienkiewicza do ulicy Bolesława Prusa, w dawnej dzielnicy Śródmieście. Część miasta, przez którą przebiega ulica, zaliczana jest do obszarów zabudowy śródmiejskiej, z dużym stopniem wykorzystania terenu oraz z dużą gęstością zaludnienia. Charakterystycznymi cechami takiej zabudowy jest blok urbanistyczny w postaci kwartału zabudowy, z ciągłymi pierzejami wzdłuż ulic i placów. Występują tu także licznie ważne obiekty i obszary publiczne oraz komercyjne. Teren ten charakteryzuje się także wyjątkowo korzystnym lub bardzo dobrym dostępem do infrastruktury komunikacyjnej, a na głównej przecznicy jaką jest ulica Henrka Sienkiewicza, oraz na ulicy Nowowiejskiej przebiegającej w sąsiedztwie końca tej ulicy, znajdują się przystanki tramwajowe i przystanki autobusowe dla linii komunikacyjnych w ramach wrocławskiej komunikacji miejskiej.

## Historia

### Przed powstaniem ulicy i jej powstanie
Teren, przez który przebiega ulica, był niegdyś wyspą położoną pośród ramion Odry. W 1311 r. wyspa ta została podarowana przez wrocławskich książąt klasztorowi św. Klary (nazwy wyspy: Insula S. Clarae, Brigittenthal). Wyspa, która początkowo stanowiła obszar łąk i zagajników została zagospodarowana w końcu XVII wieku przez ksienię wymienionego zakonu, Brygidę Wambowską (lata 1689–1702). Zbudowano i urządzono w rejonie ulicy folwark Brigittenthal i od tego czasu także wyspa otrzymała nową nazwę – Brygidzin (Brigittental), także Dolina Brygidy. Księgi ławnicze folwarku datują się od 1717 r. Z czasem następowały zmiany i przekształcenia w zagospodarowaniu tych obszarów, a zmiany w biegu rzeki pozbawiły folwark części gruntów. W latach 1769–1773 po stronie zachodniej wyspy powstały urządzenia obronne. Dopiero po ich rozbiórce w 1807 r. nastąpił stopniowo rozwój tych obszarów i przyłączenie do miasta. I to właśnie ten rok podaje się jako datę powstania ulicy, choć pierwsza nazwa została jej nadana dopiero w 1864 r., przy czym początkowo istniał tylko odcinek do dzisiejszej ulicy Henryka Sienkiewicza, a jej przedłużenie nastąpiło kilkadziesiąt lat później. Jak wynika z dostępnych planów miasta, już przed 1866 r. istniała na śladzie dzisiejszej ulicy bezimienna droga biegnąca w kierunku północnym od dzisiejszej ulicy Benedyktyńskiej, a wówczas już istniejącej ulicy – Kleine Scheitniger Strasse. W tym samym czasie powstawały także inne ulice w tym rejonie, np. ulica Henryka Sienkiewicza, która kończyła się początkowo także u zbiegu z ulicą Łukasza Górnickiego. Likwidacji uległ także folwark. Natomiast starą nazwę przejęła kawiarnia Brigittenthal urządzona w rejonie styku ulicy Grunwaldzkiej i Łukasza Górnickiego. Innym obiektem nawiązującym do historii tego obszaru był urządzony, również w rejonie wymienionego skrzyżowania, ogród rozrywkowy. Powstał on na początku XIX wieku. Charakteryzował się układem kwaterowym. Nazywany był wówczas Ogrodem Perukarzy (Perückenmachergarten).

### Do 1945 r.
W 1901 r. istniała już ulica z zabudową sięgającą współczesnej ulicy Chemicznej (wówczas Bauschulstrasse) i numeracją adresową posesji położonych przy ulicy zbieżną już ze współczesnymi numerami porządkowymi. W późniejszych latach zabudowano także pierzeję wschodnią na pozostałym odcinku sięgającym dzisiejszej ulicy Bolesława Prusa (Lehmdamm), natomiast po stronie zachodniej tego odcinka ulicy znajdował się teren rekreacyjny – Spielwiesse Brigittental, istniejący jeszcze w okresie powojennym.
W wyniku działań wojennych prowadzonych podczas oblężenia Wrocławia w 1945 r. pod koniec II wojny światowej część zabudowy uległa zniszczeniu. W zakresie ulicy Łukasza Górnickiego największe zniszczenia dotyczą zabudowy przy północnym odcinku ulicy, przy którym po obu jego stronach powstały wolne tereny po uprzątniętych ruinach budynków nienadających się do użytkowania bądź remontów.

### Od 1945 r. do przemian ustrojowych
W latach 50. i 60. XX wieku wolne tereny zostały zabudowane. Po stronie wschodniej ulicy powstał zespół zabudowy mieszkalno-usługowej (osiedle WSM), a po stronie zachodniej szkoła podstawowa i dom akademicki. Przy południowym odcinku zniszczenia były znaczenie mniejsze i większość zabudowy pozostała zachowana. Istnieje jedynie przerwa w zabudowie po stronie zachodniej w początkowym biegu ulicy, gdzie przy ulicy Benedyktyńskiej powstał blok mieszkalny w miejscu zniszczonej zabudowy, nie powiązany z pierzeją ulicy Łuksza Górnickiego, oraz w rejonie ulicy Henryka Sienkiewicza po stronie wschodniej, gdzie w miejscu zburzonej pierzei południowej tej arterii również powstał wolnostojący blok mieszkalny. W ten sposób za rok zakończenia odbudowy ulicy uznaje się 1961, kiedy przekazano do użytku domy mieszkalne nr 31-35 i 37 należące do wspomnianego zespoły budynków oraz szkołę podstawową im. Ruchu Obrońców Pokoju pod numerem 20. Po zakończeniu inwestycji przy tej ulicy ówcześnie oceniano ją bardzo pozytywnie, szczególnie w kontekście odcinka północnego gdzie powstała nowa zabudowa, między innymi za ładną, solidną i luźną zabudowę oraz bogatą zieleń.

### Okres współczesny
W 2021 r. pilotażowo wprowadzono, kontynuowany w kolejnych latach, program „Szkolna Ulica” polegający na zamykaniu dla ruchu kołowego odcinka ulicy Łukasza Górnickiego przy szkole, w czasie poprzedzającym rozpoczęcie lekcji, kiedy dzieci przychodzą do szkoły, dla zwiększenia bezpieczeństwa w tym zakresie.
Od 10.06.2022 r. do 30.09.2023 r. prowadzono inwestycję polegającą na remoncie nawierzchni chodników przy południowym odcinku ulicy Łukasza Górnickiego, w powiązaniu z podobnymi pracami prowadzonymi przy ulicy Henryka Sienkiewicza oraz przy ulicy Grunwaldzkiej. Na okres od 30.01.2014 r. do 31.12.2024 r. przewidziano prowadzenie robót budowlanych i innych w zakresie programu zagospodarowania wnętrz międzyblokowych i placów zabaw dotyczący wnętrza międzyblokowego kwartału ulic: Mikołaja Sępa-Szarzyńskiego, Henryka Sienkiewicza, Benedyktyńskiej, Łukasza Górnickiego. Koszt tej inwestycji ma wynieść 5.776.859,55 zł.

## Nazwy
W swojej historii ulica nosiła następujące nazwy:
- An Brigittenthal, od w 1864 r. do 1907 r.[9][16][31]
- Brigittental, od 1907 r. do 1945 r.[18][31]
- ulica Łukasza Górnickiego, od 1945 r.[1][20][31].

Niemieckie nazwy ulicy – An Brigittenthal, Brigittental – nawiązują do folwarku Brigittenthal założonego między rokiem 1689 a 1702 przez opatkę z zakonu klarysek, Brygidę Dombrowską. W późniejszych latach istniała także kawiarnia o tej nazwie. Pierwsza z nazw tłumaczona z języka niemieckiego na język polski oznacza „Przy Dolinie Brygidy”, natomiast późniejsza, druga nazwa to już uproszczenie oznaczające po prostu „Dolinę Brygidy”. Współczesna nazwa ulicy – ulica Łukasza Górnickiego – została nadana przez Zarząd Miejski i ogłoszona w okólniku nr 94 z dnia 20.12.1945 r.. Polska nazwa ulicy upamiętnia Łukasza Górnickiego (1527-1603), humanistę, tłumacza i pisarza okresu odrodzenia.

## Układ drogowy

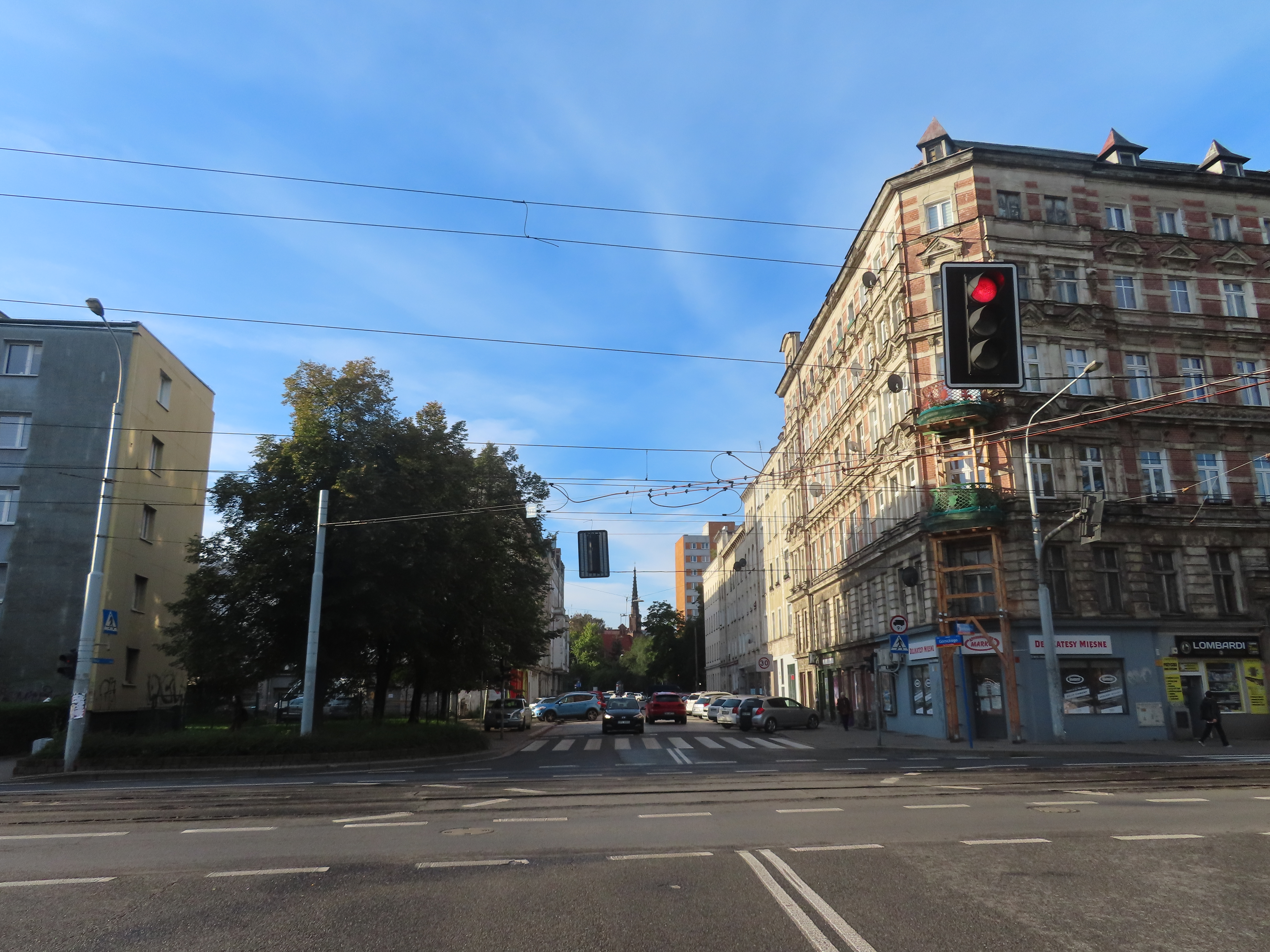
Od ul. H. Sienkiewicza w kierunku południowym

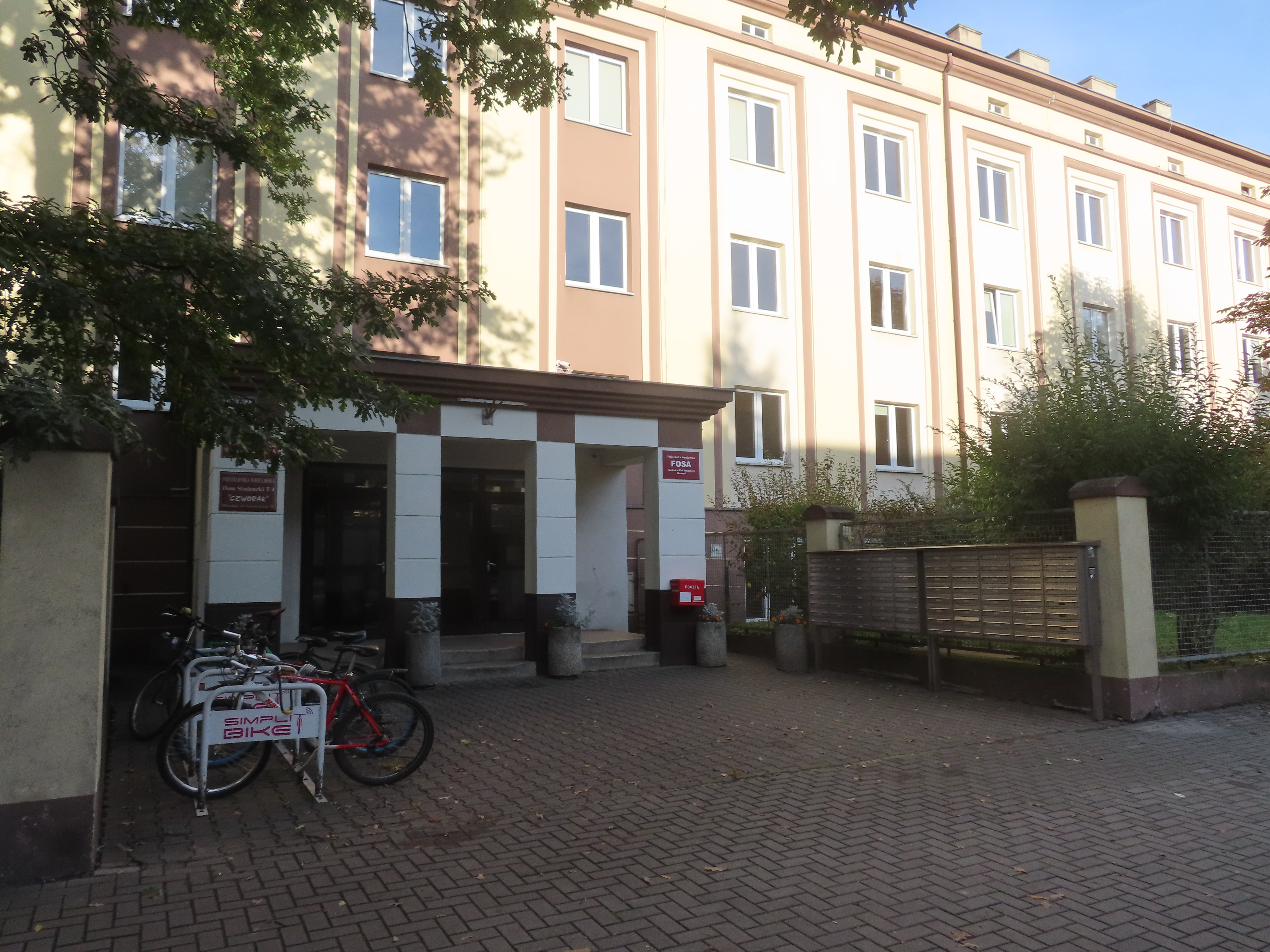
Dom akademicki pod nr 22

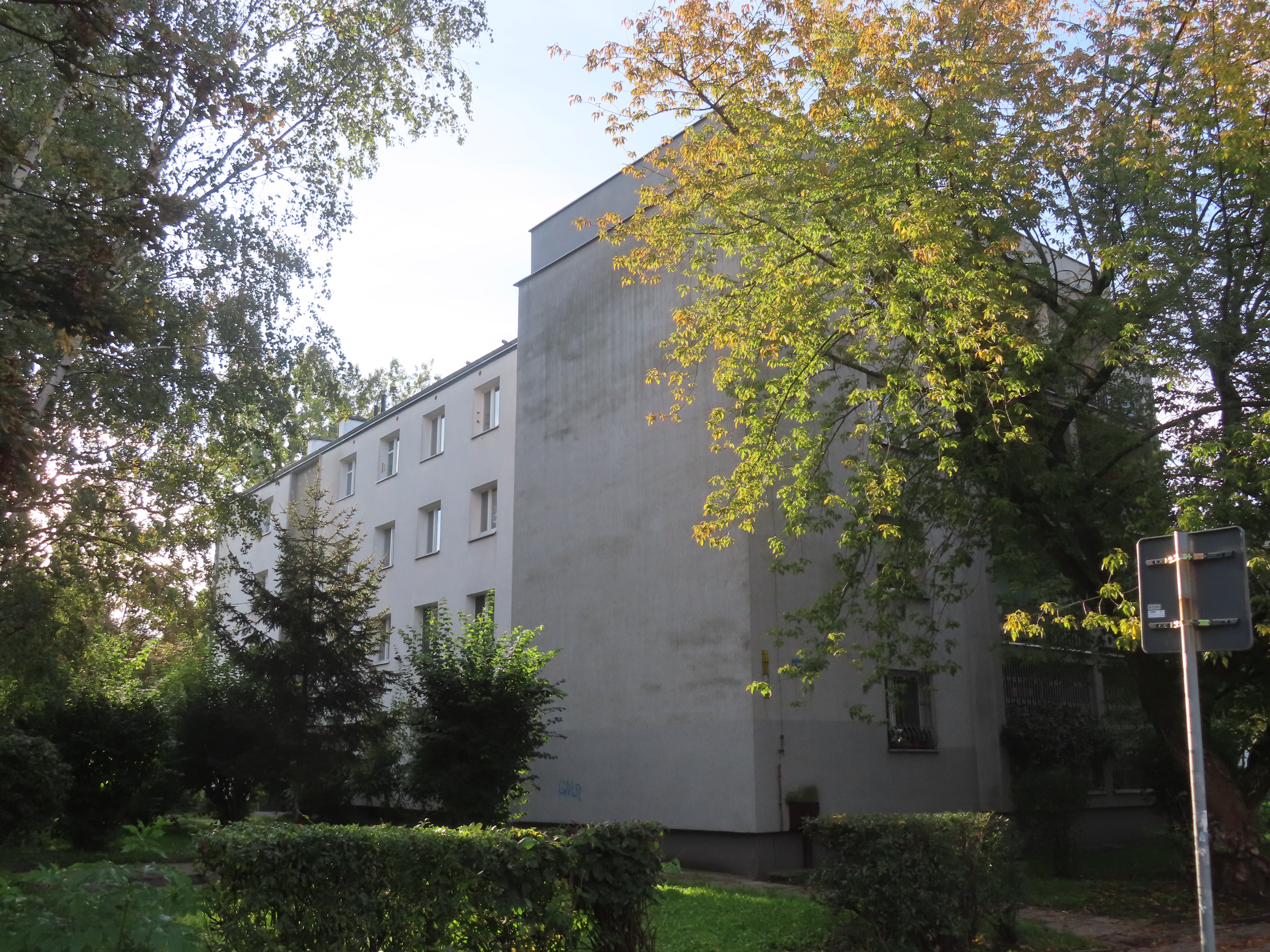
Numer 23-25 i zieleń Osiedla WSM

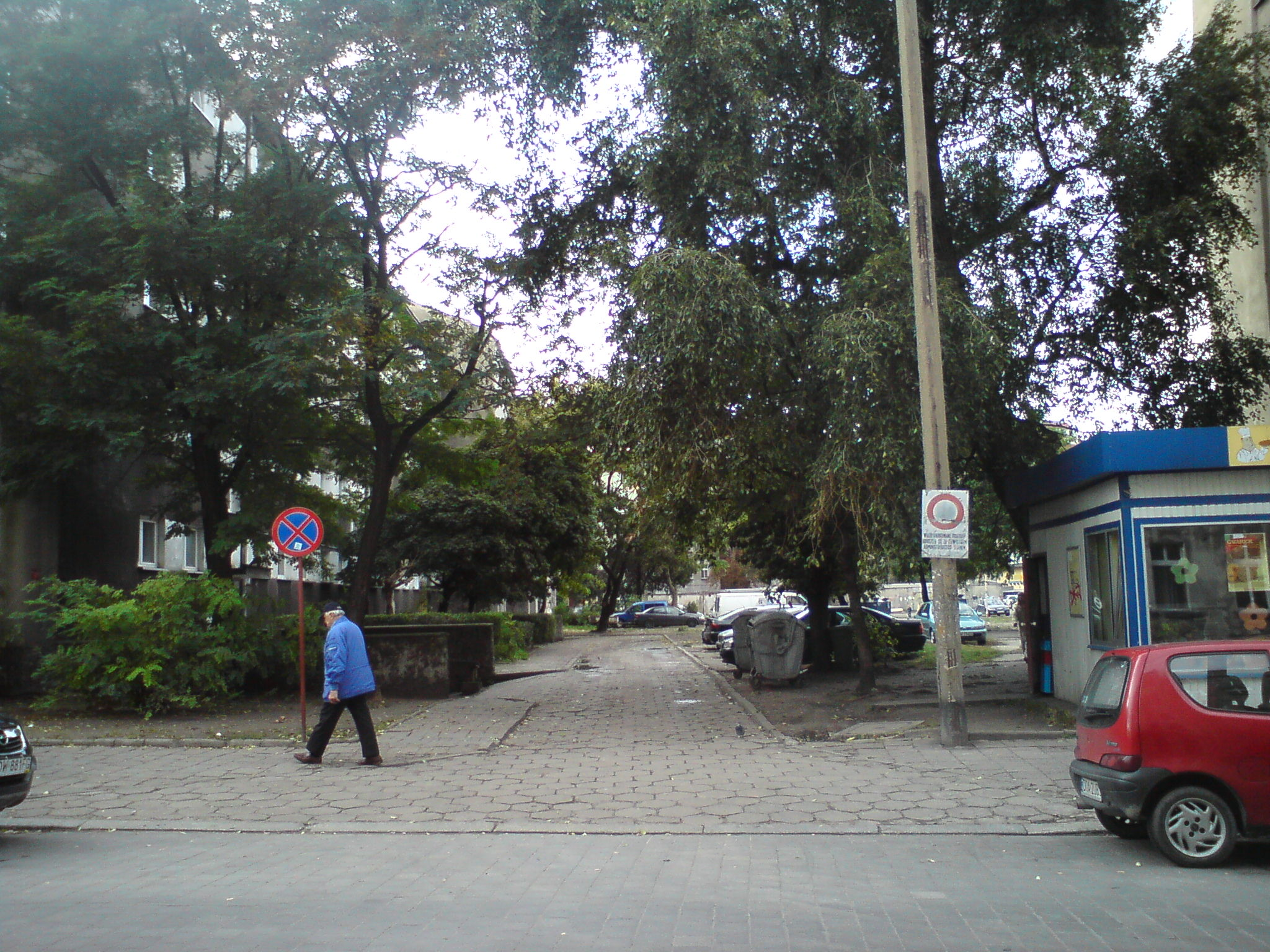
Luka w zabudowie między nr 4 a budynkiem przy ul. Benedyktyńskiej

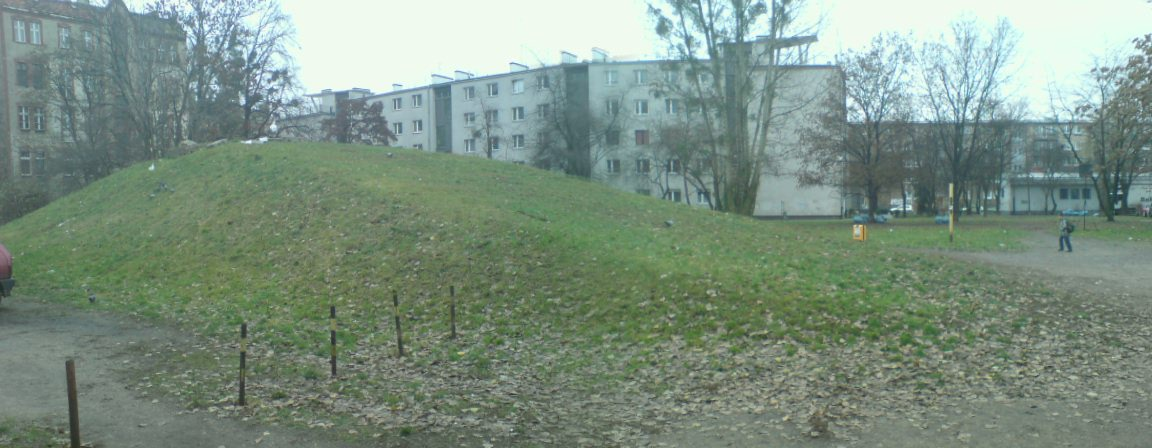
Górka i zieleniec Osiedla WSM

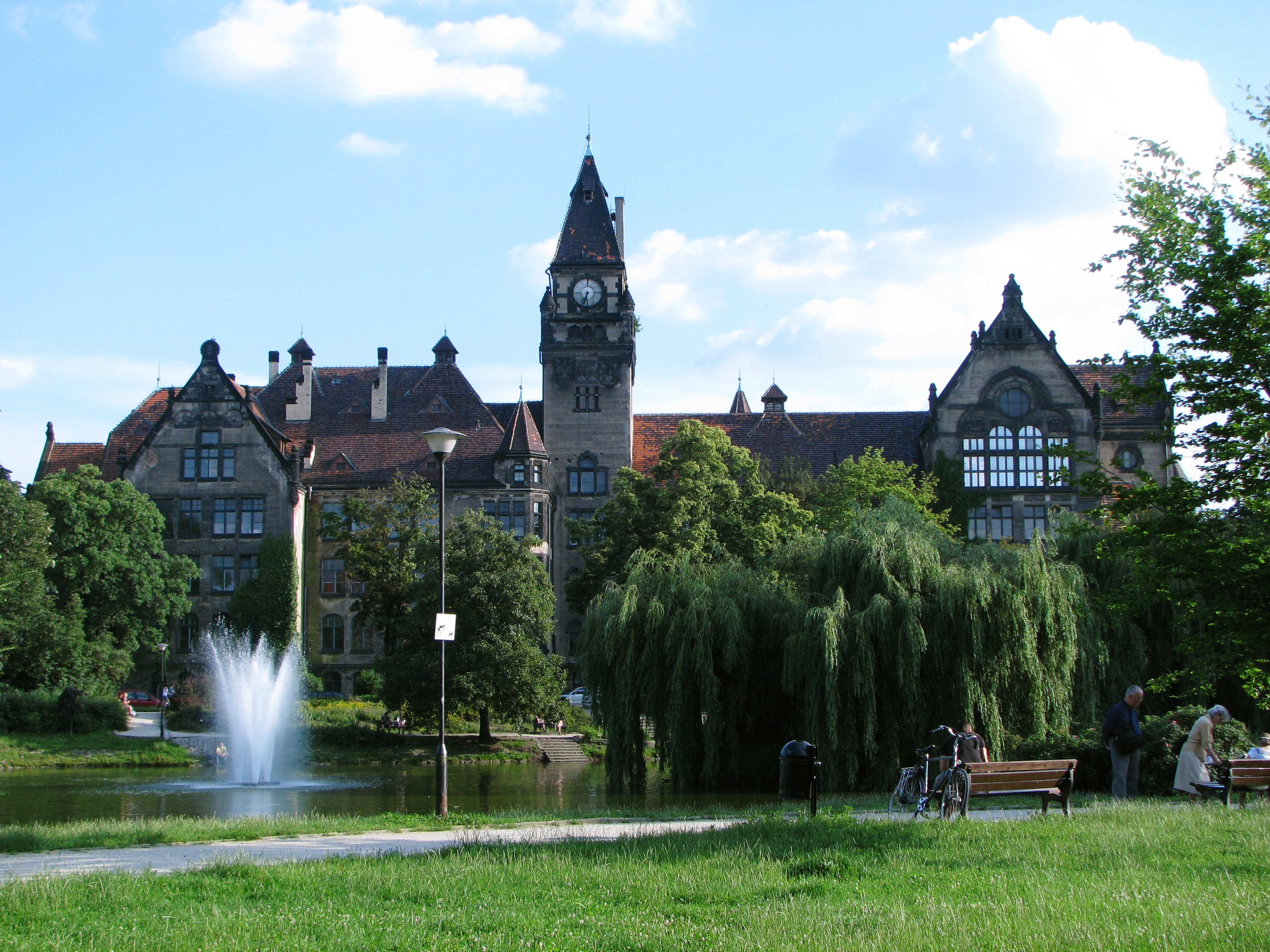
Park St. Tołpy

Ulica biegnie od jej skrzyżowania z ulicami: Benedyktyńską, Ładną i Grunwaldzką do skrzyżowania z ulicą Bolesława Prusa. Ulica łączy się z następującymi ulicami:
| powiązanie                         | droga                                           | nr drogi | foto | objaśnienia      |
| ---------------------------------- | ----------------------------------------------- | -------- | ---- | ---------------- |
| kontynuacja                        | ulica Ładna                                     | 105192D  |      |                  |
| kontynuacja                        | ulica Miła                                      | 105205D  |      | na wprost        |
| skrzyżowanie                       | ulica Benedyktyńska                             | 105112D  |      | w lewo           |
| skrzyżowanie                       | ulica Grunwaldzka                               | 105150D  |      |                  |
| skrzyżowanie sygnalizacja świetlna | ulica Henryka Sienkiewicza torowisko tramwajowe | 105330D  |      | w prawo i w lewo |
| skrzyżowanie                       | ulica Chemiczna                                 | 105126D  |      |                  |
| skrzyżowanie                       | ulica Bolesława Prusa                           | 105246D  |      |                  |

## Droga
Ulica Łukasza Górnickiego jest drogą publiczną, której nadano kategorię drogową – droga gminna. Droga ta ma przypisany numer 105148D (numer ewidencyjny drogi G1051480264011). Jej długość wynosi 507 m. Położona jest na dwóch działkach gruntu. Odcinek południowy od ulicy Benedyktyńskiej do ulicy Henryka Sienkiewicza zajmuje działkę ewidencyjną o polu powierzchni wynoszącym 0,2219 ha, a odcinek północny od ulicy Henryka Sienkiewicza do ulicy Bolesława Prusa wytyczono na działce po powierzchni wynoszącej 0,7483 ha. Teren ten leży na wysokości bezwzględnej wynoszącej od około 116,0 do 117,6 m n.p.m. Jest drogą jednojezdniową, z ruchem dwukierunkowym. Duża jej część ma nawierzchnię z granitowej kostki brukowej, z wyłączeniem niektórych odcinków związanych z przejściami dla pieszych i skrzyżowaniami, gdzie zastosowano inny rodzaj nawierzchni, np. z masy bitumicznej. Ulica na całej długości przebiega w strefach ograniczonej prędkości do 30 km/h, z wyłączeniem skrzyżowania z ulicą Henryka Sienkiewicza. Na ulicy Henryka Sienkiewicza, przy skrzyżowaniu z ulicą Łukasza Górnickiego, oraz na ulicy Nowowiejskiej, przy skrzyżowaniu ulicy Bolesława Prusa z ulicą Nowowiejską, w bezpośrednim sąsiedztwie skrzyżowania ulicy Bolesława Prusa z ulicą Łukasza Górnickiego, zlokalizowane są przystanki: tramwajowe i autobusowe. W ramach wrocławskiej komunikacji miejskiej przebiegają tędy linie komunikacyjne: dzienne linie tramwajowe i nocne linie autobusowe. Przystanek na ulicy Henryka Sienkiewicza nosi nazwę „Górnickiego”. Natomiast w ramach samej ulicy Łukasza Górnickiego nie ma żadnych linii komunikacyjnych. Ulica w ramach stref ograniczonej prędkości przeznaczona jest także dla ruchu rowerowego, w szczególności w powiązaniu z pozostałymi ulicami tych stref oraz z drogami dla rowerów wytyczonymi wzdłuż ulicy Bolesława Prusa i Nowowiejskiej. Przy skrzyżowaniu z ulicą Bolesława Prusa znajduje się stacja roweru miejskiego.

## Zabudowa i zagospodarowanie
Południowy odcinek ulicy przebiega przez teren z zachowaną w dużym stopniu zabudową przedwojenną kwartałów zabudowy, z ciągłymi pierzejami wzdłuż ulicy kształtowanymi w przez zachowane kamienice, ale także z lukami w zabudowie po zniszczeniach wojennych i liniową zabudową wolnostojącego budynku przy ulicy Henryka Sienkiewicza powstałego po II wojnie światowej jako uzupełnienie wolnego terenu. Natomiast północy odcinek ulicy przebiega przez obszary, na których przedwojenna zabudowa uległa zniszczeniu i powstały wolne tereny pod zabudowę. Tu po stronie wschodniej zbudowano, już uwzględniającym postulaty i zasady wynikające z Karty Ateńskiej oraz z charakterystycznym dla modernizmu rozluźnionym układem zabudowy i dużą ilością zieleni międzyblokowej, zespół zabudowy mieszkalno-usługowej (Osiedle WSM), z pawilonem handlowo-usługowym, następnie z budynkami ustawionymi względem ulicy w układzie grzebieniowym i dalej w układzie liniowym. Tylko przy samym końcu ulicy zachował się niewielki fragment przedwojennej pierzei uzupełniony pojedynczym budynkiem plombowym powstałym w ramach osiedla. W tym obszarze wewnątrz bloku urbanistycznego zbudowano budynek żłobka, w którym następnie mieściło się przedszkole, a obecnie Ośrodek Rehabilitacyjno-Edukacyjny dla Dzieci Niepełnosprawnych Stowarzyszenia OSTOJA. Natomiast strona zachodnia tego osiedla to również powojenna zabudowa, ale z obiektami użyteczności publicznej: budynek szkoły podstawowej i dalej budynek domu akademickiego. Ulice powiązane: Benedyktyńska, Ładna, Grunwaldzka, Bolesława Prusa i Nowowiejska są przestrzeniami publicznymi o charakterze lokalnym, natomiast ulica Henryka Sienkiewicza ma charakter przestrzeni o znaczeniu ogólnomiejskim.

## Zieleń i rekreacja
Przy ulicy nie ma dużych form zieleni miejskiej. Największym urządzonym terenem zieleni jest Park Stanisława Tołpy znajdujący się za skrzyżowaniem z ulicą Bolesława Prusa kończącym ulicę Łukasza Górnickiego, a za ulicą Nowowiejską – Skwer Ludzi ze znakiem „P”. Natomiast bezpośrednio przy ulicy położone są mniejsze formy zieleni, a także obiekty sportu i rekreacji. Przy południowym odcinku można wymienić wnętrze międzyblokowe w kwartale ulic: Mikołaja Sępa-Szarzyńskiego, Henryka Sienkiewicza, Benedyktyńskiej, Łukasza Górnickiego, z boiskiem do gry w siatkówkę, zielenią, ścieżkami, oświetleniem i małą architekturą. Natomiast wymienione dalej, leżą przy północnym jej odcinku tj. pomiędzy ulicą Henryka Sienkiewicza i ulicą Bolesława Prusa. Po zachodniej stronie ulicy pierwszym z takich obiektów jest zieleniec urządzony pomiędzy ulicą Henryka Sienkiewicza a terenem szkoły – Zieleniec przy ul. Sienkiewicza. Dalej w kierunku północnym jest zamknięty obiekt – teren szkoły z boiskami i innymi urządzeniami sportowymi oraz towarzyszącą zielenią. Za ulicą Chemiczną natomiast położony jest teren domu akademickiego, na terenie którego również urządzono boiska, inne urządzenia sportowe oraz zieleń towarzyszącą. Pomiędzy tą nieruchomością, a ulicą Bolesława Prusa, znajduje się jeszcze obszar zieleni przy ul. Górnickiego. Po stronie wschodniej zaś, na północ od ulicy Henryka Sienkiewicza, znajduje się teren zespołu budynków mieszkalno-usługowych, zbudowanego zgodnie z zasadami Karty Ateńskiej i modernizmu, co skutkuje rozluźnionym układem zabudowy i wykreowaniem przestrzeni między blokowych z bogatą zielenią, jak i przestronny zieleniec wewnątrz całego kwartału zabudowy. W jego obrębie znajduje się między innymi górka saneczkowa, niecka dawnego lodowiska, trawniki, ścieżki komunikacyjne i spacerowe oraz zróżnicowane pod względem gatunkowym nasadzenia drzew i krzewów. Oprócz wymienionych form zieleni wskazany odcinek północny charakteryzuje się także formami liniowymi rozmieszczonymi wzdłuż ulicy, tj. szpalerami formującymi układ śródmiejskiej alei.

## Demografia
Ulica przebiega przez cztery rejony statystyczne o umiarkowanym lub dużym stopniu zaludnienia, przy czym dane pochodzą z 31.12.2022 r.
| Rejon statystyczny nr | Ilość osób zameldowanych | Gęstość zaludnienia [lud./km²] | położenie                                                                                |
| --------------------- | ------------------------ | ------------------------------ | ---------------------------------------------------------------------------------------- |
| 934190                | 891                      | 35.675                         | od ulicy Bernardyńskiej do ulicy Henryka Sienkiewicza, strona zachodnia                  |
| 934200                | 808                      | 24.839                         | od ulicy Grunwaldzkiej do ulicy Henryka Sienkiewicza, strona wschodnia                   |
| 934120                | 502                      | 7.180                          | od ulicy Henryka Sienkiewicza do ulicy Bolesława Prusa, strona zachodnia                 |
| 934130                | 770                      | 13.653                         | od ulicy Henryka Sienkiewicza do ulicy Bolesława Prusa / Nowowiejskiej, strona wschodnia |

## Ochrona i zabytki

### Układ urbanistyczny
Ulica przebiega przez dwa obszary, których historyczny układu urbanistyczny podlega ochronie. Pierwszym z nich jest obszar obejmujący początkowy, południowy odcinek ulicy począwszy od ulicy Benedyktyńskiej do ulicy Henryka Sienkiewicza. Jest to osiedle Plac Grunwaldzki, które stanowi część śródmieścia we Wrocławiu. Chroniony jest historyczny układ urbanistyczny tego osiedla jako założenia przestrzennego kształtowanego sukcesywnie od początku XIX wieku do lat 70. XX wieku. Jest on ograniczony ulicami Stefana Wyszyńskiego, Henryka Sienkiewicza oraz korytami rzecznymi Starej Odry i rzeki Odry (Odry Głównej). Rodzaj ochrony określono jako inny. Założenie to widnieje pod identyfikatorem INSPIRE_ID: PL.1.9.ZIPOZ.NID_E_02_UU.4435. Stan zachowania chronionego układu urbanistycznego określa się jako 4 – dobry / 5 – bardzo dobry. Drugi z nich, obejmujący północny odcinek ulicy począwszy od ulicy Henryka Sienkiewicza do ulicy Bolesława Prusa, także chroniony jest wpisem do gminnej ewidencji zabytków, jako historyczny układ urbanistyczny Przedmieścia Piaskowego, stanowiący część Śródmieścia we Wrocławiu. W tym przypadku ochronie podlega założenie przestrzenne kształtowane począwszy od XVIII wieku do 1945 r.. Rodzaj ochrony określono jako inny. Założenie to widnieje pod identyfikatorem INSPIRE_ID: PL.1.9.ZIPOZ.NID_E_02_UU.4375. Stan zachowania określa się jako 4 – dobry / 5 – bardzo dobry.

### Zabytki

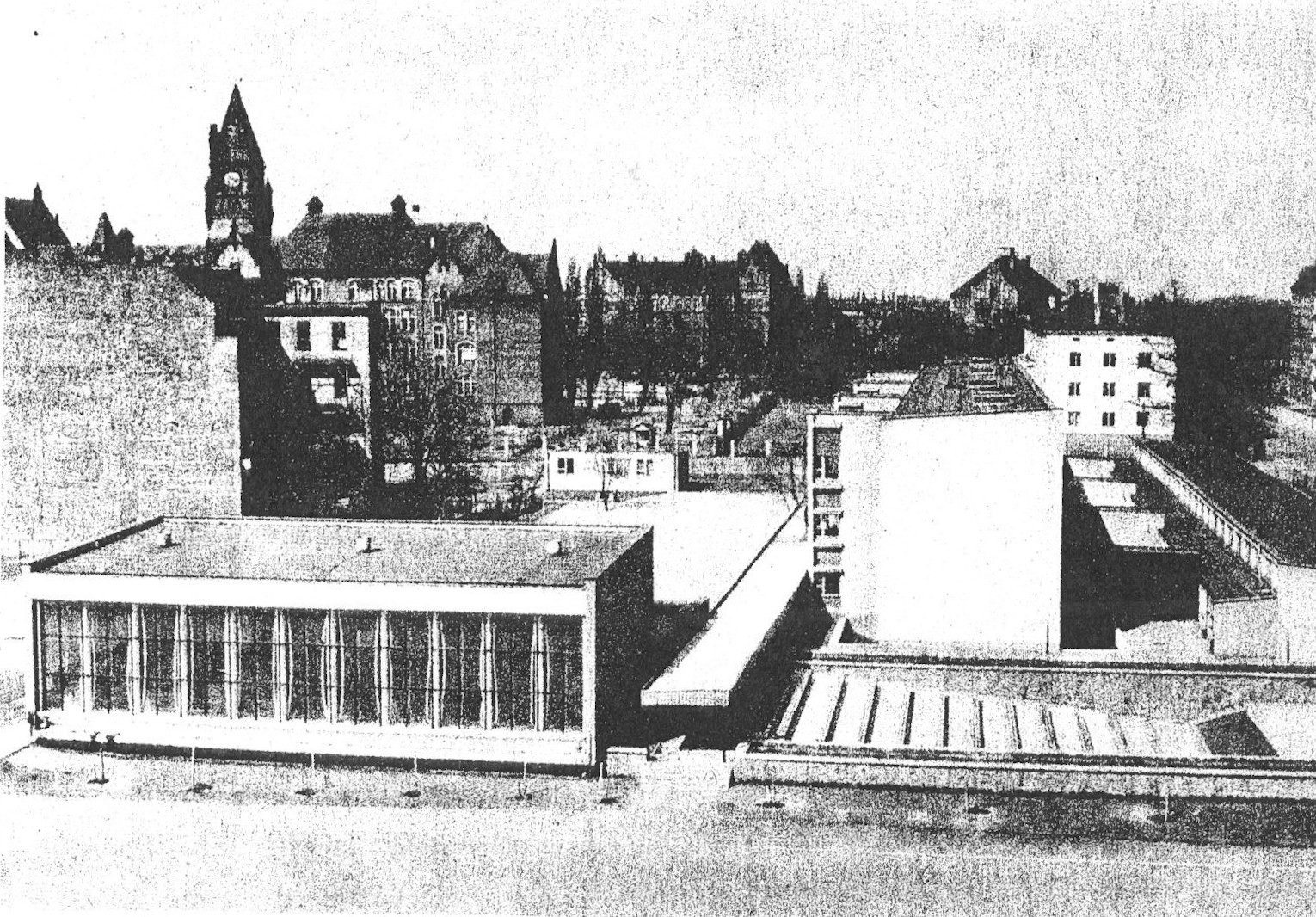
Szkoła, l. 60. XX w.

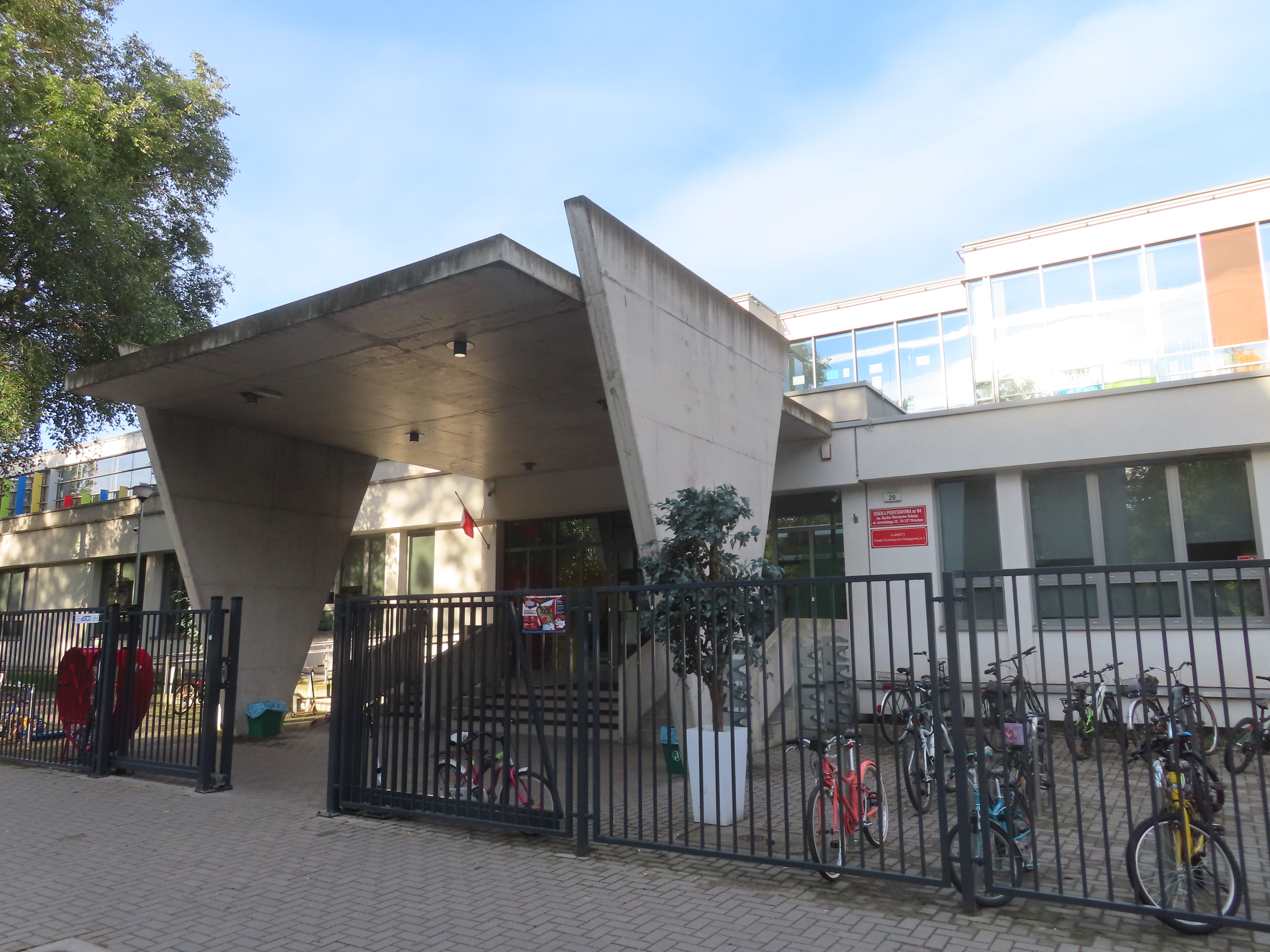
Wejście do szkoły z ulicy

Przy ulicy oraz w bezpośrednim sąsiedztwie znajdują się następujące zabytki:
| strona                                                         | obiekt, adres | powstanie, rodzaj ochrony, nr rej.                             | fotografia                                                     |
| odcinek od ulicy Benedyktyńskiej do ulicy Henryka Sienkiewicza | odcinek od ulicy Benedyktyńskiej do ulicy Henryka Sienkiewicza                                                                                               | odcinek od ulicy Benedyktyńskiej do ulicy Henryka Sienkiewicza | odcinek od ulicy Benedyktyńskiej do ulicy Henryka Sienkiewicza |
| -------------------------------------------------------------- | --- | -------------------------------------------------------------- | -------------------------------------------------------------- |
| wschodnia                                                      | Kamienica, obecnie Katedra Fizjoterapii i laboratoria Uniwersytetu Medycznego we Wrocławiu ulica Grunwaldzka 2                                               | około 1910 r. gez, rodzaj ochrony: inny                        |                                                                |
| wschodnia                                                      | Kamienica ulica Łukasza Górnickiego 1a | lata 1920–1930 gez, rodzaj ochrony: inny                       |                                                                |
| wschodnia                                                      | Kamienica ulica Łukasza Górnickiego 3 | około 1880 r. gez, rodzaj ochrony: inny                        |                                                                |
| zachodnia                                                      | Kamienica ulica Łukasza Górnickiego 4 | około 1880 r. gez, rodzaj ochrony: inny                        |                                                                |
| wschodnia                                                      | Kamienica ulica Łukasza Górnickiego 5 | około 1880 r. gez, rodzaj ochrony: inny                        |                                                                |
| zachodnia                                                      | Kamienica ulica Łukasza Górnickiego 6-8 | około 1880 r., około 1965 r. gez, rodzaj ochrony: inny         |                                                                |
| zachodnia                                                      | Kamienica ulica Łukasza Górnickiego 10 | około 1905 r. gez, rodzaj ochrony: inny                        |                                                                |
| zachodnia                                                      | Kamienica, obecnie budynek mieszkalny z usługowym przyziemem ulica Henryka Sienkiewicza 55 (ulica Łukasza Górnickiego 12)                                    | około 1890 r. gez, rodzaj ochrony: inny                        |                                                                |
| odcinek od ulicy Henryka Sienkiewicza do ulicy Bolesława Prusa | |                                                                |                                                                |
| wschodnia                                                      | Zespół budynków mieszkalno-usługowych (założenie przestrzenne) ulica Łukasza Górnickiego 11-37 ulica Henryka Sienkiewicza 76-92 ulica Mikołaja Reja nr 42-44 | lata 50. XX wieku gez, rodzaj ochrony: inny                    |                                                                |
| wschodnia                                                      | Żłobek, następnie przedszkole, obecnie Ośrodek Rehabilitacyjno-Edukacyjny dla Dzieci Niepełnosprawnych Stowarzyszenia OSTOJA ulica Łukasza Górnickiego 37a   | lata 50. XX wieku gez, rodzaj ochrony: inny                    |                                                                |
| wschodnia                                                      | Kamienice, obecnie budynek mieszkalny z usługowym przyziemiem ulica Łukasza Górnickiego 39-41                                                                | około 1920 r. gez, rodzaj ochrony: inny                        |                                                                |

### Dobro kultury współczesnej
Przy ulicy Łukasza Górnickiego 20 położona jest szkoła, z budynkiem zbudowanym w 1961 r. na podstawie projektu Zenona Prętczyńskiego, a gruntownie przebudowanym i rozbudowanym w latach 2014–2017. Mieści się tu Szkoła Podstawowa nr 84 imienia Ruchu Obrońców Pokoju. Dziedzictwo kulturowe, jakie niesie nowatorska w chwili powstawania architektura budynku oraz jego wysoka wartość artystyczna i historyczna, sprawiły, że budynek ten został uznany za dobro kultury współczesnej. Z tego względu został wpisany na listę wrocławskich dóbr kultury współczesnej, między innymi w studium uwarunkowań i kierunków zagospodarowania przestrzennego Wrocławia z 2010 r. i z 2018 r.

## Baza TERYT, EMUiA
Dane Głównego Urzędu Statystycznego z bazy TERYT, spis ulic (ULIC):
- województwo: DOLNOŚLĄSKIE (02)
- powiat: Wrocław (0264)
- gmina/dzielnica/delegatura: Wrocław (0264011) gmina miejska; Wrocław-Śródmieście (0264069) delegatura
- Miejscowość podstawowa: Wrocław (0986283) miasto; Wrocław-Śródmieście (0986952)[120]
- kategoria/rodzaj: ulica
- Nazwa ulicy: ul. Łukasza Górnickiego (05961)[2][120].